# Guido Rasi
Guido Rasi, född 1954 eller 1955 i Padua i Italien, är en italiensk läkare.
Guido Rasi utbildade sig till läkare vid Roms universitet. Han arbetade 1978–1990 som sjukhus- och privatpraktiserande läkare. Han blev professor i mikrobiologi vid Università degli studi di Roma Tor Vergata 2008. Åren 1990–2008 arbetade han vid det italienska forskningsrådets institut för experimentell medicin.
Han var forskningschef vid det italienska forskningsrådets institut för neurobiologi och molekylärmedicin i Rom 2005–2008 och chef för den italienska läkemedelsmyndigheten 2008–2011. Han var chef för Europeiska läkemedelsmyndigheten 2011–2014 samt är det igen från 2015.
Han är gift och har två barn.